# Complexo paterno
Complexo paterno em psicologia é um complexo - um grupo de associações inconscientes, ou fortes impulsos inconscientes - que se refere especificamente à imagem ou arquétipo do pai. Esses impulsos podem ser positivo (admirar e buscar figuras paternas em pessoas mais velhas) ou negativo (desconfiar ou ter medo).
Sigmund Freud e a psicanálise depois dele, viu o complexo paterno, nomeadamente como sentimentos ambivalentes para o pai por parte da criança do sexo masculino e um aspecto do complexo de Édipo. Em contraste, Carl Jung considerou que tanto meninos quanto meninas podem ter um complexo paterno, que por sua vez pode ser positivo ou negativo.[2]  As experiências da mãe e do pai são suficientemente fortes para acionar a criação destes complexos. O Arquétipo Patriarcal é o arquétipo da organização e não deve seno privado apenas ao masculino, pois está presente na psique da mulher e do homem.
O Complexo Paterno tem suas origens densas em algo que transcende o campo da psique individual, que se forma a partir do Arquétipo do Pai. No domínio da experiência humana, é o pai ou quem exerce a paternidade, o primeiro esboço de alteridade, estimulando a criança a ir avaliando e testando sua tensão rumo à distinção com a mãe, à edificação de sua própria identidade no mundo. Assim a ausência do pai pode beneficiar o fracasso da experiência de humanização do arquétipo do Pai e cristalizar conflitos em oposição ao arquétipo do Pai, ampliando o desenvolvimento a tirania do eu. A dinâmica do Complexo Paterno que estabelece um pai tirano, fora e dentro da psique ou ainda a identificação pessoal patológica com o arquétipo.
A figura do pai na psicologia é o agente da lei, tanto social, quanto familiar e pessoal, lei assim entendida como princípio de organização por intermédio da regularidade, constituindo a psique.
O Complexo Paterno pode atingir a psique masculina, tanto na lapidação da identidade quanto diretamente na paternidade exercida. Já na psique feminina demanda uma aplicação mais ampla à relação que Jung propõe entre as constituições e manifestações do ânimus na mulher. Onde a mulher, além de estar aparentemente ligada ao pai, possui um referencial masculino decididamente atrelado a ele, e o seu ânimus será a demonstração desse complexo. Em situações extremas ou não, o Complexo Paterno oferecerá uma tonalidade peculiar ao ânimus de uma mulher, e as experiências positivas ou negativas associadas ao pai pessoal trarão um desempenho ainda mais central da figura paterna na caracterização de seu ânimus.